# Ільчибай
Ільчиба́й (рос. Ильчибай, башк. Илсебай) — присілок у складі Калтасинського району Башкортостану, Росія. Входить до складу Нижньокачмашівської сільської ради.
Населення — 27 осіб (2010; 40 у 2002).
Національний склад:
- татари — 65 %
- башкири — 32 %